# Association de jeunesse Saint-Georges
Maillots
L'Association Jeunesse de Saint-Georges, plus couramment abrégé en AJ Saint-Georges, est un club guyanais de football fondé en 1954 et basé à Cayenne, la capitale.
Le club joue ses matchs à domicile au Stade de Baduel, doté de 7 000 places.

## Palmarès
| Compétitions nationales |
| --- |
| - Championnat de Guyane (06 fois) : - Champion : 1965 ; 1983 ; 1984 ; 1999 ; 2000 ; 2002 - Coupe de Guyane (14 fois) : - Vainqueur : 1960 ; 1965 ; 1966 ; 1969 ; 1971 ; 1980 ; 1983 ; 1984 ; 1985 ; 1990 ; 2000 ; 2001 ; 2003 ; 2004 - Finaliste : 1979 ; 1998 ; 2011 ; 2013 - Coupe de France Régionale (7 fois) : - Vainqueur : 1966 ; 1975 ; 1980 ; 1996 ; 1997 ; 1999 ; 2019 |

## Anciens joueurs du club
- Gary Pigrée